# Jeff Glixman
Jeff Glixman es un productor musical estadounidense. Ha producido y mezclado para artistas como Kansas, Gary Moore, Yngwie Malmsteen, The Georgia Satellites y Black Sabbath. El total de ventas de los proyectos en los que ha participado superan los 30 millones.

## Discografía
A continuación se presenta la lista de discos más importantes en los que ha participado Glixman.
| Título                                                                         | Artista                  | Crédito             |
| ------------------------------------------------------------------------------ | ------------------------ | ------------------- |
| Song for America (1975)                                                        | Kansas                   | Productor           |
| Masque (1975)                                                                  | Kansas                   | Productor           |
| Leftoverture(1976)                                                             | Kansas                   | Productor           |
| Point of Know Return (1977)                                                    | Kansas                   | Productor           |
| Paul Stanley (1978)                                                            | Kiss                     | Productor           |
| Corridors of Power (1982)                                                      | Gary Moore               | Productor           |
| Chase the Dragon (1982)                                                        | Magnum                   | Productor           |
| Second Opinion (1982)                                                          | 4 Out of 5 Doctors       | Productor           |
| Victims of the Future (1983)                                                   | Gary Moore               | Productor           |
| On My Own Two Feet (1983)                                                      | Paul Barrere             | Productor           |
| Power & the Glory](1983)                                                       | Saxon                    | Ingeniero           |
| Georgia Satellites (1986)                                                      | The Georgia Satellites   | Productor           |
| Seventh Star (1986)                                                            | Black Sabbath            | Productor           |
| The Eternal Idol (1987)                                                        | Black Sabbath            | Productor           |
| Mirador (1987)                                                                 | Magnum                   | Productor           |
| Odyssey (1988)                                                                 | Yngwie Malmsteen         | Productor           |
| Saraya (1989)                                                                  | Saraya                   | Productor           |
| Foundation (1990)                                                              | Magnum                   | Productor           |
| Electric Light Orchestra Part Two (1991)                                       | ELO                      | Productor           |
| Live at the Whisky (1992)                                                      | Kansas                   | Productor           |
| Freaks of Nature (1995)                                                        | Kansas                   | Productor           |
| The Sabbath Stones (1996)                                                      | Black Sabbath            | Productor           |
| Worlds Away (1996)                                                             | John Norum               | Productor           |
| Always Never the Same (1998)                                                   | Kansas                   | Mezcla              |
| Road to Paradise: Anthology 1978–83                                            | Magnum                   | Productor           |
| Double LIVE! (1998)                                                            | Yngwie Malmsteen         | Ingeniero           |
| Best of Yngwie Malmsteen Live (1998)                                           | Yngwie Malmsteen         | Mezcla              |
| Maximum 80's (1998)                                                            | Various Artists          | Productor           |
| The Best of Kansas (1999)                                                      | Kansas                   | Remasterizado       |
| Out in the Fields (1998)                                                       | Gary Moore               | Productor           |
| Rock: Train Kept a Rollin' (1999)                                              | Varrios                  | Productor           |
| Under a Violet Moon (1999)                                                     | Blackmore's Night        | Ingeniero, teclados |
| Double Live (2000)                                                             | Yngwie Malmsteen         | Mezcla              |
| Who Are We Living For? (2000)                                                  | Dispatch                 | Mezcla              |
| Archives (2001)                                                                | Yngwie Malmsteen         | Mezcla              |
| Pleasure to Burn (2001)                                                        | Burning Rain             | Mezcla              |
| Leftoverture (Bonus Tracks) (2001)                                             | Kansas                   | Productor           |
| Madhouse: The Very Best of Anthrax (2001)                                      | Anthrax                  | Mastering           |
| Masque (Bonus Tracks) (2001)                                                   | Kansas                   | Productor           |
| Universal Motown All-Stars: Holiday Revue It (2002)                            | Varios                   | Productor           |
| 20th Century Masters - The Millennium Collection: The Best of Head East (2001) | Head East                | Productor           |
| Like, Omigod! The '80s Pop Culture Box (Totally) (2002)                        | Varios                   | Productor           |
| Long Days, Black Nights (2002)                                                 | Magnum                   | Productor           |
| Point of Know Return (Remaster) (2002)                                         | Kansas                   | Ingeniero           |
| Blind Date (Windsong) (2002)                                                   | Blind Date               | Productor           |
| Ultimate Kansas (2002)                                                         | Kansas                   | Productor           |
| Let's Get It On (Remaster) (Bonus Tracks) (2003)                               | Marvin Gaye              | Productor           |
| Device Voice Drum (2002)                                                       | Kansas                   | Mezcla              |
| Instrumental Best (2004)                                                       | Yngwie Malmsteen         | Ingeniero, mezcla   |
| Mullets Rock (2003)                                                            | Varios                   | Productor           |
| Doc Rock: Campfire Class (Can) (2004) -                                        | Varios                   | Productor           |
| Instrumental Best Álbum (2004)                                                 | Yngwie Malmsteen         | Ingeniero, mezcla   |
| Burnin (Remaster) (2004)                                                       | Bob Marley & the Wailers | Mezcla              |
| Sail On: The 30th Anniversary Collection 1974-2004 (2004)                      | Kansas                   | Productor           |
| 20th Century Masters: Millennium Collection (Remaster) (2005)                  | Yngwie Malmsteen         | Productor           |
| Chase the Dragon (Bonus Tracks #2) (2005)                                      | Magnum                   | Productor           |
| Live (Eng) (Remaster) (2005)                                                   | Yngwie Malmsteen         | Mezcla              |
| Room V](2005)                                                                  | Shadow Gallery           | Mastering           |
| Corridors Of Power (Bonus Tracks) (2005)                                       | Gary Moore               | Productor           |
| Upstairs (2005)                                                                | Orange Sky               | Productor           |
| Works in Progress (2006)                                                       | Kansas                   | Mastering           |
| Gold: Southern Rock (Remaster) (2005)                                          | Various Artists          | Productor           |
| Gold: '80s Metal (2007)                                                        | Various Artists          | Productor           |
| Ace Gene Peter & Paul (2006)                                                   | Kiss                     | Productor           |
| Masters of Rock (2007)                                                         | Saxon                    | Productor           |
| Mullets Rock! Too! (2007)                                                      | Varios                   | Productor           |
| Reconstruction (2007)                                                          | 4 Out of 5 Doctors       | Productor           |
| Song For America (Bonus Track) (Remaster)                                      | Kansas                   | Productor           |
| This Time Around (compilation) (2007)                                          | Glenn Hughes             | Productor           |
| Kansas (Bonus Tracks) (Remaster)(2008)                                         | Kansas                   | Productor           |
| Outlaw Country (2008)                                                          | Varios                   | Productor           |
| I Forgot What You Taught Me (2008)                                             | Sam Barsh                | Productor           |
| Reconstruction (2008)                                                          | Four Out Of Five Doctors | Productor           |
| Essential 3.0 (2008)                                                           | Kansas                   | Productor           |
| Kansas Two for the Show (30th Anniversary Edition) (2008)                      | Kansas                   | Productor           |